# وسام العقاب الأبيض
وسام العقاب الأبيض ويسمى أيضاً وسام النسر الأبيض ( (بالروسية: О́рден Бе́лого орла́)‏   ) كان وساماً إمبراطوريًا روسيًا مبنيًا على الشرف البولندي .
أسس الإمبراطور الروسي نيكولاي الأول الجائزة في عام 1831 باسم النظام الإمبراطوري والملكي للنسر الأبيض . مُنِح أحد مستلمي الأمر لقب فارس من وسام النسر الأبيض .

## تاريخ الوسام
ارتبط «النسر الأبيض» ببولندا حتى قبل قيام الدولة ؛ ظهر لأول مرة على شعار النبالة البولندي في القرن الثالث عشر. الترتيب الأصلي للنسر الأبيض ( (بالبولندية: Order Orła Białego)‏   تم تأسيسها من قبل فواديسواف الأول في عام 1325. لا يوجد دليل على منحها ، مع ذلك ، حتى عام 1705 في عهد أغسطس الثاني القوي ، ملك الكومنولث البولندي الليتواني .
بعد التقسيم الثالث لبولندا عام 1795 ، اختفى وسام النسر الأبيض لفترة وجيزة مع النظام الملكي البولندي. بعد وفاته في عام 1798 ، ارتدت الإمبراطورة ألكسندرا طوق السيد الأكبر في الترتيب في تتويج نيكولاس كملك لبولندا. تم إحياء الأمر في عام 1807 من قبل نابليون الأول في دوقية وارسو التي لم تدم طويلاً.
في عام 1815 ، قسم مؤتمر فيينا الأراضي البولندية تاريخيًا بين بروسيا والإمبراطورية النمساوية والإمبراطورية الروسية. تمت إعادة تسمية غالبية الأراضي باسم مملكة بولندا وكان من المقرر أن تكون جزءًا مستقلًا من الإمبراطورية الروسية.
ورد وسام النسر الأبيض على أنه ينتمي إلى مملكة بولندا في دستورها لعام 1815 .
خلال السنوات التي أعقبت مؤتمر فيينا مباشرة ، مُنحت شارة وصليب الأمر بنفس الشارة البولندية ، لكن غالبية المستفيدين كانوا من الروس أو أعضاء في الإمبراطورية النمساوية.
بعد أن أخمدت القوات الروسية الانتفاضة البولندية في 1830-1831 ، جرد نيكولاس الأول الحكم الذاتي من مملكة بولندا واعتمد جميع أوامر الاستحقاق البولندية.

## ترتيب داخل الإمبراطورية الروسية

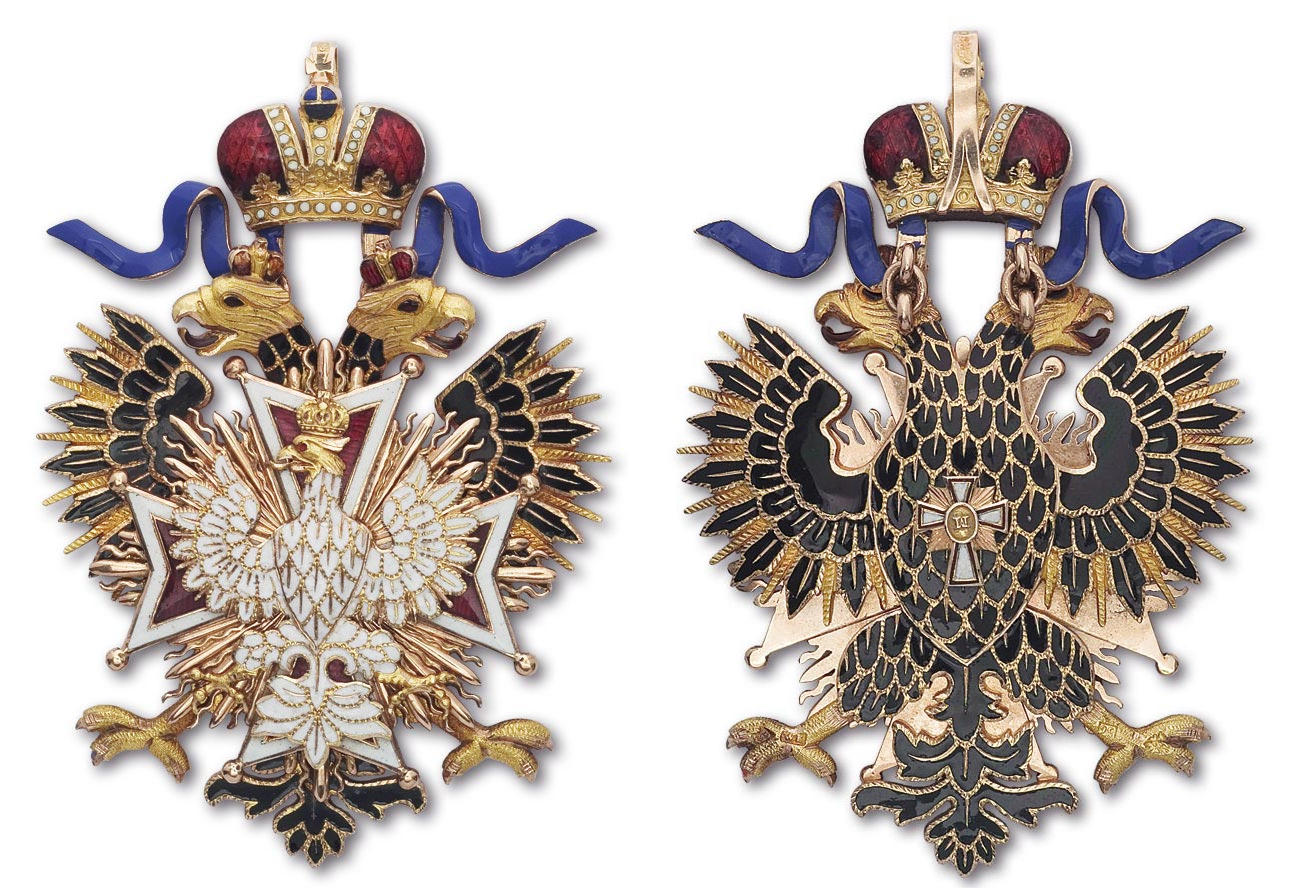
وسام النسر الأبيض 1863

تم «ضم» وسام النسر الأبيض رسميًا من قبل نيكولاس الأول في 17 نوفمبر 1831 وأصبح جزءًا من نظام التكريم الإمبراطوري الروسي. كان إيفان باسكفيتش وبيوتر بتروفيتش بالين ، من بين أول الحاصلين على وسام النسر الأبيض الإمبراطوري ، المعترف بهما لدورهما في قمع الانتفاضة البولندية.
تميز التصميم الجديد بتعديلات مهمة: أصبحت الشارة الآن من المينا الذهبية والأحمر ؛ على الجبهة ، تم تقليص حجم صليب مالطا الأحمر الأصلي والنسر الأبيض وفُرضا فوق نسر مزدوج الرأس للإمبراطورية الروسية. ظهر على ظهر الشارة تصميم الشارة البولندية الأصلي ، متراكبًا فوق النسر الإمبراطوري الروسي. ظهرت النجمة الآن على التاج الملكي الروسي.
في 25 يناير 1832 ، تم تقديم شريط أزرق وشاح.
تم منح وسام النسر الأبيض مكانة عالية في التسلسل الهرمي للتمييز ، حيث تم تصنيفها فقط بعد وسام القديس أندرو ، ووسام سانت كاترين (للنساء فقط) ووسام القديس ألكسندر نيفسكي . نظرًا لأنه تم تسمية الجوائز الثلاث الأولى على اسم القديسين الأرثوذكس الروس ، كانت وسام النسر الأبيض هي الجائزة المفضلة لمنح غير المسيحيين.

## المستلمون
| قائمة الحاصلين على وسام النسر الأبيض (الإمبراطورية الروسية) |
| --- |
| - ألكسندر أباظة - عبد الأحد خان - الكونت نيكولاي أدليربيرغ - أدولفوس فريدريك الخامس ، دوق مكلنبورغ-ستريليتس - أحمد شاه قاجار - ألبرت الأول ملك بلجيكا - أمير بروسيا الأمير ألبرت (1809-1872) - الأرشيدوق ألبرخت دوق تيشن - ألبرت الأمير القرين - يفغيني إيفانوفيتش أليكسييف - الكسندر الثالث ملك روسيا - الكسندر نيكولايفيتش غوليتسين - الإسكندر باتنبرغ - الأمير ألكسندر من هيسن والراين - دوق ألكسندر أولدنبورغ - دوق روسيا الأكبر أليكسي ألكساندروفيتش - دوق روسيا الأكبر أليكسي ميخائيلوفيتش - أليكسي نيكولايفيتش ، تساريفيتش روسيا - ألفريد ، أمير مونتينوفو الثاني - جيولا أندراسي - أفراامي أصلانبيغوف - أغسطس جيلدنستولب - الأمير أغسطس ، دوق دالارنا - أمير أغسطس من فورتمبيرغ - ثيودور أفيلان - الكونت كاسيمير فيليكس باديني - Ivane Bagration of Mukhrani - بيوتر رومانوفيتش باغراتيون - الكسندر باركلي دي تولي ويمارن - فاسيلي بيبوتوف - الكسندر فون بينكيندورف (دبلوماسي) - نيكولاي بيبيكوف - أليكسي بيريليف - أوتو فون بسمارك - جورجي بوبريكوف - نيكولاي بوبريكوف - تشارلز جيمس بريجز - بافيل بولجاكوف - الأمير كارل ، دوق فاسترجوتلاند - كارلوس الأول ملك البرتغال - كارل الخامس عشر ملك السويد - الكسندر تشافتشافادزه - كريستيان التاسع ملك الدنمارك - ميخائيل بافلوفيتش دانيلوف - دميتري داشكوف - تشارلز دي بروكفيل - رودولف فون ديلبروك - إيفان ديليانوف - دميتري بتروفيتش دختوروف - ميخائيل دروزدوفسكي - فيودور دوباسوف - جون لامبتون ، إيرل دورهام الأول - الكسندر الكسندروفيتش دوشكيفيتش - إدوارد السابع ملك المملكة المتحدة - إرنست لودفيغ دوق هسن الأكبر - نيكولاي أوتوفيتش فون إيسن - الأرشيدوق النمساوي يوجين - أليكسي إيفرت - فرديناند الأول ملك بلغاريا - فرديناند الثاني ملك البرتغال - الأرشيدوق فرديناند كارل جوزيف النمسا-إستي - جيوستينو فورتوناتو (1777-1862) - فرانسيسكو الرابع دوق مودينا - فرانتس يوزف الأول إمبراطور النمسا - فرانتس كارل أرشيدوق النمسا - فريدريك الثامن ملك الدنمارك - فريدرش فرانتس الثالث دوق مكلنبورغ-شفيرين - فريدرش الأول دوق بادن الأكبر - الأرشيدوق فريدريش ، دوق تيشن - إيفان فولون - إيفان جانيتسكي - جورج الخامس ملك المملكة المتحدة - ألكسندر غيرنغروس - فيودور لوجينوفيتش فان هايدن - الكسندر فون جولدينستوب - غريغوري غوليتسين - فلاديمير جورباتوفسكي - أوسكار جريبنبرغ - يوسف جوركو - غوستاف الخامس ملك السويد - غوستاف السادس أدولف ملك السويد - فيرينك جيولاي - هوكون السابع ملك النرويج - لوديويجك فان هايدن - الأمير هاينريش ملك هيسن وبجوار الراين - دميتري هورفات - الكسندر ايفرينوف - إيلاريون فاسيلتشيكوف - الكسندر إيميريتينسكي - موريس جانين - الأرشيدوق يوحنا النمساوي - الأمير يوهان أمير شليسفيغ هولشتاين سوندربورغ جلوكسبورغ - جوزيف ، دوق ساكس-ألتنبرغ - جورج فون كاميكي - كيبريان كاندراتوفيتش - كارل أنطون ، أمير هوهنزولرن - الأمير كارل تيودور أمير بافاريا - نيكولاي كشتالينسكي - الكسندر فون كولبارس - غوستاف فون كيسيل - دوق روسيا الأكبر كونستانتين كونستانتينوفيتش - دوق روسيا الأكبر كونستانتين نيكولايفيتش - كونستانتين بولتوراتسكي - قسطنطين من هوهنلوه-شيلينجفورست - أبوستول كوستاندا - الكسندر كريفوشين - أليكسي كوروباتكين - كارل لامبرت - سيرجي ستيبانوفيتش لانسكوي - ليونيد ليش - ليوبولد الثاني ملك بلجيكا - الكسندر ميخائيلوفيتش ليرمونتوف - جورج ماكسيميليانوفيتش ، دوق ليوتشتنبرغ السادس - سيرجي جورجيفيتش ، دوق ليوتشتنبرغ الثامن - كازيمير فاسيليفيتش ليفيتسكي - لودفيغ الرابع دوق هسن الأكبر - لويس أمير باتنبرغ - الكسندر فون لودرز - الأرشيدوق لودفيغ فيكتور النمساوي - لويس الأول من البرتغال - أليكسي مانيكوفسكي - مانويل الثاني ملك البرتغال - فريدريش مارتنز - إسماعيل مسعود - ماكسيميليان الأول من المكسيك - دوق فيلهلم مكلنبورغ شفيرين - صمد باي مهمنداروف - إيمانويل فون مينسدورف بويي - فيوفيل إيجوروفيتش ميندورف - دوق روسيا الأكبر مايكل نيكولايفيتش - دوق روسيا الأكبر مايكل ألكساندروفيتش - قسطنطين ميخائيلوفسكي - ميلان الأول ملك صربيا - ميخائيل ميركوفيتش - السيد مير محمد عليم خان - الكسندر فون مولر - هيلموت فون مولتك الأكبر - حسين خان ناخشيفانسكي - بافل ناخيموف - نابليون الثالث إمبراطور فرنسا - كمران ميرزا نياب السلطنة - نيكولاي الثاني إمبراطور روسيا - نيكولاس ألكساندروفيتش ، تسيساريفيتش من روسيا - دوق روسيا الأكبر نيكولاس نيكولايفيتش (1831-1891) - أركادي نيكانوروفيتش نيشينكوف - فلاديمير نيكولايفيتش نيكيتين - أغسطس لودفيج فون نوستيتز - نيكولاي أوبولينسكي - ديفيد إيفانوفيتش أورلوف - أوسكار الثاني ملك السويد - أوتو فرانتس أرشيدوق النمسا - أوتو بافاريا - الكسندر أوغست فيلهلم فون بابي - هونوريو هيرميتو كارنإيرو لياو ، ماركيز بارانا - خوسيه بارانهوس - إيفان باسكيفيتش - دوق روسيا الأكبر بول ألكساندروفيتش - دوق بول فريدريك من مكلنبورغ - بيدرو الخامس ملك البرتغال - دوق أولدنبورغ - الأمير فيليب كونت فلاندرز - ميخائيل ميخائيلوفيتش بليشكوف - كارل فون بليتنبرغ - محمد علي شاه قاجار - محمد شاه قاجار - محمد تقي ميرزا ركن الدولة - مظفر الدين شاه قاجار - ناصر الدين شاه قاجار - فيودور راديتسكي - أنتوني فيلهلم رادزويتش - كريستوفر روب - الأمير رودولف أمير ليختنشتاين - رودولف ولي عهد النمسا - آدم رزيفوسكي - جون سالموند - أنطون إيغوروفيتش فون سالتزا - الكسندر سامسونوف - بافيل ساففيتش - جوهان إيبرهارد فون شانتز - سيرجي شيدمان - ياكوف شكينسكي - اميل فون شليتز - غوستاف فون سيندن ببران - دوق روسيا الأكبر سيرجي ألكساندروفيتش - ماكسيميليان سيسيل ديكس - إيفان إيفانوفيتش شامشيف - إيفان شيستاكوف - دميتري شوفاييف - أركادي سكوجاريفسكي - فلاديمير فاسيليفيتش سميرنوف - ميخائيل سوكوفين - هيرمان فون سباون - الأرشيدوق النمساوي ستيفن (بالاتين في المجر) - بيوتر ستوليبين - فلاديمير سوخوملينوف - دميتري إيفانوفيتش سفياتوبولك-ميرسكي - أرشك تير جوكاسوف - ألفريد فون تيربيتز - ريتشارد إرنست ويليام تورنر - أوشياما كوجيرو - بول سايمون أونتربيرغر - فالديمار أمير الدنمارك - سيرجي فاسيلتشيكوف - جورجي فاسموند - أنتوني فيسيلوفسكي - تشارلز فيلان الثاني عشر - دوق روسيا الأكبر فلاديمير ألكساندروفيتش - دوق روسيا الأكبر فلاديمير كيريلوفيتش - إيلاريون فورونتسوف-داشكوف - فيلهلم الثاني الإمبراطور الألماني - فيلهلم الثاني ملك فورتمبيرغ - سيرجي ويت - فاسيلي زافويكو - مسعود ميرزا زيل سلطان - فرديناند فون زيبلين - ياكوف جيلينسكي - دميتري زوييف |